# Aulan (Syria)
Aulan (arab. عولان) – wieś w Syrii, w muhafazie Aleppo. W 2004 roku liczyła 689 mieszkańców.